# Mi hijo Ceferino Namuncurá
Mi hijo Ceferino Namuncurá es un filme argentino de 1972, inspirado en la vida del beato mapuche argentino Ceferino Namuncurá y basado en la novela histórica homónima del escritor e historiador argentino Ulyses Petit de Murat, que narra desde los momentos previos a su nacimiento, su juventud, sus años en el Colegio Salesiano y su muerte en Roma.

## Elenco
- Olga Zubarry
- Luis Medina Castro
- Iván Grondona
- Jorge Villalba
- Ricardo Passano
- Luis Manuel de la Cuesta
- Agó Franzetti
- Marisa Grieben
- Jorge Salcedo
- Luis María Mathé
- Bernardo Perrone
- Raquel Álvarez
- Juan José Camero
- Ricardo Morán

- Datos: Q6012464